# Kuniva
Kuniva — американский рэпер, продюсер, член известной рэп-группы — D12.

## Биография
Рэпом увлекался с детства, это было связано с огромным количеством «андеграунда» в Детройте. Став постарше Kuniva вместе со своим близким другом — Kon Artis решили создать свою рэп-группу, которую они назвали Da Brigade (рус. Бригада). Позже они познакомились с Proof’om, который на тот момент уже организовал свою группу. Proof пригласил своих друзей в D12, они оба согласились, и Da Brigade перестала существовать.
Kuniva участвовал в записи всех альбомов и микстейпов D12. Так же он появлялся на записи оригинального андеграунд-альбома Эминема Infinite, записанного в 1996 году, но рэп на нём не читал. Является одним из основателей лейбла Runyon Ave. Records, названного так в честь его родной улицы в Детройте.
По некоторой информации в сети Kuniva и Kon Artis собираются выпустить дебютный сольный альбом сразу после выпуска третьего альбома группы D12 — «Natural Born Killers», который, также по информации из сети, должен скоро появится на свет.

## Дискография

### Микстейпы
- Retribution (2010)
- Midwest Marauders (2010)

### Альбомы в составеD12
- The Underground EP (1996)
- Devil's Night (2001)
- D12 World (2004)

### Микстейпы в составеD12
- Limited Edition Mixtape (2002)
- Return of the Dozen Vol.1 (2008)
- Return of the Dozen Vol.2 (2011)